# An Gearanach
An Gearanach är ett berg i Storbritannien.   Det ligger i kommunen Highland och riksdelen Skottland, i den nordvästra delen av landet, 700 km nordväst om huvudstaden London. Toppen på An Gearanach är 982 meter över havet, eller 158 meter över den omgivande terrängen. Bredden vid basen är 2,1 km.
Terrängen runt An Gearanach är huvudsakligen kuperad, men åt nordväst är den bergig.Runt An Gearanach är det mycket glesbefolkat, med 4 invånare per kvadratkilometer. Närmaste större samhälle är Fort William, 10,9 km nordväst om An Gearanach. Trakten runt An Gearanach består i huvudsak av gräsmarker.